# ルカ・ストイコヴィッチ
ルカ・ストイコヴィッチ（Luka Stojković、2003年10月28日 - ）は、クロアチア・ザグレブ出身のサッカー選手。NKロコモティヴァ・ザグレブ所属。ポジションはMFまたはFW。

## クラブ経歴
2003年にザグレブで生まれたが、2016年にストイコヴィッチの才能を目にしたスカウトによってNKロコモティヴァ・ザグレブの下部組織へ入団した。ロコモティヴァでは、2020-21シーズンにトップチームデビューを果たすと、翌シーズンからトップチームの戦力として計算され始め、2022-23シーズンには19歳ながらレギュラーを確保し、NKディナモ・ザグレブからの関心を報道されるまでの成長を見せた。

## 人物
自身の憧れのクラブは故郷ザグレブのNKディナモ・ザグレブとドイツのFCバイエルン・ミュンヘンである。